# إيما بول
إيما بول (بالإنجليزية: Emma Bull)‏ (13 ديسمبر 1954، توررانسي في الولايات المتحدة)؛ كاتِبة وروائية أمريكية.

## روابط خارجية
- إيما بول على موقع IMDb (الإنجليزية)
- إيما بول على موقع ميوزك برينز (الإنجليزية)
- إيما بول على موقع ديسكوغز (الإنجليزية)